# Alapini
Alapini é o Sacerdote Supremo do Culto aos egunguns, na África e no Brasil, o atual Alapini no Brasil é Mestre Didi Axipá,  filho biológico da ialorixá Maria Bibiana do Espírito Santo, conhecida como "Mãe Senhora" -  terceira a assumir o comando do terreiro Ilê Axé Opô Afonjá -, Mestre Didi comandava o Ilê Axipá, localizado na capital baiana e fundado por ele em 1980, morreu aos (95 anos, em 6 de Outubro de 2013).